# Akodon varius
Akodon varius és una espècie de mamífer rosegador de la família dels cricètids. És endèmic de l'oest de Bolívia, on viu a altituds d'entre 400 i 3.000 msnm. Els seus hàbitats naturals van des de les valls interandines fins al chaco. Es desconeix si hi ha cap amenaça significativa per a la supervivència d'aquesta espècie. El seu nom específic, varius, significa ‘vari’ en llatí.